# Commandant der Strijdkrachten
De Commandant der Strijdkrachten (CdS) is de hoogst geplaatste militair van de Nederlandse krijgsmacht en de feitelijke tussenpersoon tussen de politieke leiding, de minister van Defensie, en de krijgsmacht. Hij bepaalt het operationele beleid en is tegenover de minister verantwoordelijk voor de militair-strategische en operationele planning, aansturing en inzet van de krijgsmacht.
De Commandant der Strijdkrachten stuurt de volgende commandanten van de operationele commando's (OPCO's) aan voor wat betreft de operationele planning en inzet:
- de commandant Zeestrijdkrachten
- de commandant Landstrijdkrachten
- de commandant Lucht- en Ruimtestrijdkrachten

Deze commandanten zijn belast met de uitvoering van de gereedstelling voor militaire inzet in binnen- en buitenland.
Het vierde OPCO, de Koninklijke Marechaussee staat buiten het gezag van de commandant der Strijdkrachten omdat de KMar binnen de gehele krijgsmacht de politietaak heeft. Bij de wetshandhaving moet de KMar onafhankelijk zijn en de commandant van de Marechaussee valt daarom rechtstreeks onder de secretaris-generaal van het Ministerie van Defensie.
De commandant der Strijdkrachten is tevens de belangrijkste militaire adviseur van de minister van Defensie. Doorgaans vindt bevordering tot vier-sterrengeneraal plaats bij het aanvaarden van de functie.
De functie 'commandant der Strijdkrachten' is op 5 september 2005 in de plaats gekomen van de functie chef-defensiestaf, die ook afgekort werd tot CDS. De functie van commandant der Strijdkrachten zou, net als eerder die van chef-defensiestaf, rouleren tussen de krijgsmachtdelen, maar al bij de tweede opvolging werd van dit voornemen afgeweken.
Op 15 april 2021 is de huidige commandant der Strijdkrachten generaal Onno Eichelsheim in functie getreden. De ministerraad had hem hiertoe op 8 januari 2021 benoemd op voordracht van de toenmalige minister van Defensie.
De commandant der Strijdkrachten heeft rechtstreeks onder zijn bevel:
- het Netherlands Special Operations Command (NLD SOCOM). Deze nieuwe stafeenheid coördineert de inzet van de Nederlandse Speciale eenheden (SOF).
- het Defensie Cyber Commando (DCC). Dit is sinds 2014 een nieuwe organisatie belast met de verdediging van eigen middelen, de winning van inlichtingen en de bestrijding van systemen van tegenstanders.

## Commandanten der Strijdkrachten
| Ambtsbekleders | Ambtsbekleders         | Ambtsbekleders                             | Termijn                          | Krijgsmachtdeel / Eenheid | Krijgsmachtdeel / Eenheid | Bijzonderheden        |
| -------------- | ---------------------- | ------------------------------------------ | -------------------------------- | ------------------------- | ------------------------- | --------------------- |
|                | D.L. (Dick) Berlijn    | generaal D.L. (Dick) Berlijn (1950)        | 5 september 2005 - 17 april 2008 | Luchtmacht                | Jachtvliegtuigen          |                       |
|                | P.J.M. (Peter) van Uhm | generaal P.J.M. (Peter) van Uhm (1955)     | 17 april 2008 - 28 juni 2012     | Landmacht                 | Infanterie                | [ 2 ]                 |
|                | T.A. (Tom) Middendorp  | generaal T.A. (Tom) Middendorp (1960)      | 28 juni 2012 - 3 oktober 2017    | Landmacht                 | Genie                     | Voortijdig afgetreden |
|                | R.P. (Rob) Bauer       | luitenant-admiraal R.P. (Rob) Bauer (1962) | 5 oktober 2017 - 15 april 2021   | Marine                    | Vloot                     | [ 5 ]                 |
|                | O. (Onno) Eichelsheim  | generaal O. (Onno) Eichelsheim (1966)      | 15 april 2021 -                  | Luchtmacht                | Helikopters               | [ 1 ]                 |

## Plaatsvervangend commandanten der Strijdkrachten
| Van              | Tot              | Naam             | Rang               | Krijgsmachtdeel        |
| ---------------- | ---------------- | ---------------- | ------------------ | ---------------------- |
| 5 september 2005 | 1 december 2006  | Hans Sonneveld   | luitenant-generaal | Koninklijke Landmacht  |
| 1 december 2006  | 3 maart 2008     | Rob Bertholee    | luitenant-generaal | Koninklijke Landmacht  |
| 3 maart 2008     | 3 maart 2010     | Freek Meulman    | luitenant-generaal | Koninklijke Luchtmacht |
| 3 maart 2010     | 14 mei 2012      | Wim Nagtegaal    | viceadmiraal       | Koninklijke Marine     |
| 14 mei 2012      | 1 september 2015 | Hans Wehren      | luitenant-generaal | Koninklijke Luchtmacht |
| 1 september 2015 | 13 juli 2017     | Rob Bauer        | viceadmiraal       | Koninklijke Marine     |
| 13 juli 2017     | 1 juli 2019      | Martin Wijnen    | luitenant-generaal | Koninklijke Landmacht  |
| 1 juli 2019      | 8 maart 2021     | Onno Eichelsheim | luitenant-generaal | Koninklijke Luchtmacht |
| 8 maart 2021     | 27 oktober 2024  | Boudewijn Boots  | viceadmiraal       | Koninklijke Marine     |
| 27 oktober 2024  |                  | Ludy Schmidt     | luitenant-generaal | Koninklijke Landmacht  |